# Mniobia tentans
Mniobia tentans is een raderdiertjessoort uit de familie Philodinidae. De wetenschappelijke naam van deze soort is voor het eerst geldig gepubliceerd in 1949 door Donner.